# 重明親王
重明親王（しげあきらしんのう）は、平安時代前期から中期にかけての皇族。初名は将保（まさやす）。醍醐天皇の第四皇子。官位は三品・式部卿。別名吏部王（式部卿の唐名）。

## 経歴
延喜8年（908年）親王宣下。初名は将保であったが、延喜11年（911年）他の兄弟とともに改名し重明と名乗る。延喜21年（921年）清涼殿において元服した。延喜23年（923年）に兄の保明親王、延長3年（925年）その子の慶頼王と春宮が相次いで夭折。次の春宮に立てられた弟の寛明親王はまだ幼く、さらに延長5年（927年）には長兄の克明親王も没したことから、重明が皇位継承者として浮上したが実現はしなかった。
醍醐朝末の延長6年（928年）上野太守に任官。延長8年（930年）朱雀天皇の即位後まもなく弾正尹、承平7年（937年）中務卿を歴任し、天慶6年（943年）には三品に叙された。村上朝では式部卿を務めている。
天暦8年（954年）9月14日に薨去。享年49。最終官位は三品式部卿

## 人物
皇位を巡る争いとは生涯無縁であったが、学識豊かで楽才にも優れた風流人であり、父の醍醐天皇は崩御の間際に重明親王を代明親王共々召して遺詔を託したとされている。また、異母弟・村上天皇の宮中でもことに重んじられて、管弦の宴などでは必ず和琴や笛に加わった。
摂関家との関係も良好で、始めに太政大臣・藤原忠平の娘寛子と結婚。天慶8年（945年）に寛子が没すると、天暦2年（948年）には右大臣・藤原師輔の娘で寛子の姪にあたる登子を後妻としている。また寛子所生の長女の徽子女王・次女の悦子女王が相次いで斎宮に卜定、徽子女王は斎宮を退下したのち村上天皇に入内して斎宮女御と称された。
重明親王の日記『吏部王記』は原本も写本も現存しないが、後世の日記や書物に引用された逸文から見て、朝議に関する詳細な記録を書き留めたものであったらしく、当時の朝廷の儀式・典礼に関する貴重な史料となっている。

## 逸話
重明親王は一風変わった逸話の多い人物で、以下の話が伝わっている。
- 日輪が家に入り金鳳が飛来する夢を見て、将来帝位に関わる兆しかと期したという伝説がある（親王の邸宅は後に藤原兼家に伝領された東三条殿） 。
- ある時、蕃客（渤海の使者）が参入した時、親王が鴨毛の車に黒貂の皮衣を八重重ねで纏っていたので使者たちが大いに恥じたと言われ、風雅を愛する一方で豪気な一面も持ち合わせていたらしい（『江家次第』）。
- 東三条殿の庭園に怪しい太った五位が夜な夜な姿を見せるので、親王が怪しんで陰陽師に占わせると東南の隅から銅の提（ひさげ）が現れ、以後五位は姿を見せなくなったという（『今昔物語』）。

## 官歴
- 延喜8年（908年） 4月5日：親王宣下[2]
- 延喜11年（911年） 11月28日：将保から重明に改名[2]
- 延喜21年（921年） 11月24日：元服[2]
- 延長6年（928年） 正月29日：上野太守[3]
- 延長8年（930年） 12月17日：弾正尹[3]
- 承平6年（937年） 9月13日：見大宰帥弾正尹四品[4]
- 承平7年（938年） 正月10日：見中務卿[5]
- 天慶6年（943年） 日付不詳：三品
- 天暦4年（950年） 5月24日：見式部卿[5]
- 天暦8年（954年） 9月14日：薨去（三品式部卿）[6]

## 系譜
- 父：醍醐天皇
- 母：源昇の娘
- 妻：藤原寛子（906-945） - 藤原忠平の娘
  - 男子：源邦正（青侍従）
  - 男子：源行正
  - 男子：源信正（?-967頃）
  - 女子：徽子女王（斎宮女御）（929-985） - 伊勢斎宮、村上天皇女御
  - 女子：悦子女王（旅子?）（942-?） - 伊勢斎宮
- 妻：藤原登子（?-975） - 藤原師輔の娘
  - 女子：祐子女王 - 藤原定子乳母、源助理室
  - 女子：藤原朝光室
- 生母不明の子女
  - 女子：麗子女王